# Гергард Губріх
Гергард «Курча» Губріх (нім. Gerhard "Kuken" Hubrich; 30 липня 1896 — 20 жовтня 1972) — німецький льотчик-ас, флюгмайстер кайзерліхмаріне, майор люфтваффе.

## Біографія
Багато літав ще до Першої світової війни. З початком війни записався в морську авіацію та в жовтні 1914 року здобув кваліфікацію пілота. Служив як льотчик-розвідник на базах Зіла та Гельголанд до 1916 року, а потім був переведений у дослідну ескадрилью, яка відпрацьовувала методику торпедних атак з повітря. В 1918 році направлений в морську фронтову ескадрилью, що згодом стала 4-ю морською польовою винищувальною ескадрильєю. Загалом на рахунку аса 12 перемог.
У 1918 році Губріх служив на Балтиці, після війни німецький ас перекваліфікувався в пілота на пасажирських лініях та льотчика-випробувача. В 1932 році вступив у люфтваффе, також як випробувач. У роки Другої світової війни, за деякими даними, збив 2 літаки союзників.

## Нагороди
- Залізний хрест 2-го і 1-го класу
- Почесний хрест ветерана війни з мечами
- Медаль «За вислугу років у Вермахті» 4-го класу (4 роки)